# Cybalomia dentilinealis
Cybalomia dentilinealis là một loài bướm đêm trong họ Crambidae.